# Marta Rosique i Saltor
Marta Rosique i Saltor   (Barcelona, 16 de març de 1996) és una periodista, politòloga, activista i política catalana.
És graduada en Periodisme i estudiant de Ciències Polítiques a la Universitat Pompeu Fabra. Fou membre del secretariat del Consell Nacional de la Joventut de Catalunya. Fou membre i portaveu d'Universitats per la República. Fou secretària de Política i Cooperació Internacional de les Joventuts d'Esquerra Republicana.
Fou candidata a les eleccions generals espanyoles d'abril de 2019 per la candidatura d'Esquerra Republicana de Catalunya - Sobiranistes, de les que en resultà elegida. El 21 de maig del mateix any fou nomenada diputada a Congrés dels Diputats, i va formar part de la mesa d'edat com a diputada més jove de la Cambra Baixa.
El juny de 2023 va anunciar que no es presentaria a les eleccions generals de 2023, amb l'objectiu de construir-se una carrera laboral fora dels partits.